# زیردریایی یو-۴۴۵
زیردریایی یو-۴۴۵ (به انگلیسی: German submarine U-445) یک زیردریایی بود که طول آن ۶۷٫۱ متر (۲۲۰ فوت ۲ اینچ) بود. این زیردریایی در سال ۱۹۴۲ ساخته شد.